# Salvatore Inzerillo
Salvatore Inzerillo (Palermo,  20 de agosto de 1944 – Palermo, 11 de mayo de 1981) fue un miembro de la Mafia Siciliana. También conocido como Totuccio, (diminutivo de Salvatore) llegó a ser un poderoso jefe de la familia mafiosa de Passo di Rigano de Palermo. Importante traficante de heroína, fue asesinado en mayo de 1981 por los corleonesi de Totò Riina en la Segunda guerra de la mafia, quienes se oponían al statu quo establecido por las familias mafiosas palermitanas del cual Inzerillo era uno de los principales defensores.

## Sus inicios
Inzerillo nació en Palermo. Se casó con Giuseppa Di Maggio, hija del hermano de su madre, Rosario Di Maggio - jefe de la familia de Passo di Rigano. A través de una serie de matrimonios los Inzerillo estaban relacionados con las familias Di Maggio y Spatola en Palermo, y los Gambino en Nueva York. Tuvo dos hijos, Giuseppe y Giovanni.
Fue un estrecho aliado de Stefano Bontate y Gaetano Badalamenti y pariente del jefe mafioso Carlo Gambino de la ciudad de Nueva York. Se convirtió en miembro de la Comisión en 1978 sucediendo a su tío Rosario Di Maggio, y formó una fuerte alianza con Bontate contra el creciente poder de Totò Riina y de los corleonesi, que estaban desafiando cada vez más el poder de las familias mafiosas de Palermo.

## Tráfico de heroína
En los años 70, al igual que muchos mafiosos sicilianos, Inzerillo se involucró en el tráfico de heroína. El clan Inzerillo se alió con sus parientes de Sicilia, como las familias Spatola y Di Maggio y otros clanes como el gobernado por Stefano Bontate. La red Inzerillo-Spatola-Di Maggio-Gambino y otros proveedores de Sicilia dominaron el tráfico de heroína desde mediados de 1970 hasta mediados de los años 80, cuando los Estados Unidos e Italia fueron capaces de reducir significativamente el suministro de heroína de la mafia siciliana (la llamada Pizza Connection).
Según la fiscalía de Palermo: "Estas cuatro familias, que viven, en parte, en Sicilia y, en parte, en Nueva York, forman un solo clan homogéneo en Italia y en los Estados Unidos - la familia más potente de la Cosa Nostra. John Gambino es el punto de convergencia en los Estados Unidos de todas las actividades del clan en Italia, y el destino final de sus envíos de drogas. Salvatore Inzerillo se ha convertido en el principal interlocutor de los hermanos Gambino, el personaje central en Sicilia, con innumerables intereses y fuertes inversiones de capital.… Rosario Spatola está justo debajo de ellos en la estructura.
Salvatore Inzerillo coordinó la mayor parte del tráfico de heroína a Estados Unidos para las familias mafiosas. Suministraban heroína refinada en los laboratorios de la isla de Sicilia, a su vez derivada de pasta de morfina turca, a la facción siciliana de la familia criminal Gambino – los llamados Gambino de Cherry Hill quienes estaban relacionados con los Inzerillo – en Nueva York a través de los primos John, Giuseppe y Rosario Gambino
Según Giovanni Falcone, el juez que investigaba la trama de contrabando de heroína estimaba que a finales de 1970 las ganancias anuales de la red Inzerillo-Gambino-Spatola alcanzaban los 600 millones de dólares en los EE. UU. Los fondos se reinvertían en el sector inmobiliario. Rosario Spatola, cuñado de Inzerillo que en su juventud vendía leche por las calles de Palermo, se convirtió en el mayor contratista de la construcción de Palermo y en el mayor contribuyente de Sicilia gracias a su estrecha relación con el político demócratacristiano Vito Ciancimino. En 1982, se estimaba que solamente su holding de Palermo rondaban un valor aproximado de mil millones de dólares.

## Asesinado en la Segunda Guerra mafiosa
Salvatore Inzerillo ordenó el asesinato del juez Gaetano Costa, que había firmado las 53 órdenes de detención contra el clan Spatola-Inzerillo-Gambino y su red de tráfico de heroína en mayo de 1980. Costa fue asesinado 6 de agosto de 1980. Inzerillo actuó sin permiso de la Comisión para demostrar que podía cometer un asesinato en el territorio de un rival (como el de Giuseppe Calò) y los corleonesi.
El 11 de mayo de 1981, Inzerillo fue asesinado a tiros de AK-47 (la misma utilizada para el asesinato de Bontate el mes anterior) en Palermo mientras caminaba hacia su recientemente adquirido coche blindado tras salir de casa de su amante. Tanta fue la brutalidad de las balas que quedó prácticamente irreconocible. Las muertes de Bontate e Inzerillo iniciaron la llamada Segunda Guerra de la Mafia, que duró dos años en la que Totò Riina y los Corleonesi diezmaron a sus rivales para conseguir el control por la fuerza de la Cosa Nostra.
Se cree que Inzerillo fue asesinado por Pino Greco, uno de los pistoleros más letales de Riina. En el funeral de Inzerillo, su hijo Giuseppe, de 16 años juró vengar a su padre. Poco después fue secuestrado, torturado y asesinado. Algunos informantes, incluyendo Tommaso Buscetta, afirmaron que fue Pino Greco quien secuestró al chico y le disparó en la cabeza tras cortarle el brazo, eliminando simbólicamente el medio con el que el chico prometió disparar a Riina.
Santo Inzerillo, hermano de Salvatore, fue estrangulado el 26 de mayo de 1981, cuando acudió a una reunión para aclarar las circunstancias de la muerte de su hermano. Otro de los hermanos, Pietro Inzerillo fue asesinado en Nueva Jersey, haciéndose patente el alcance de los corleonesi más allá del charco.

## Exilio y retorno del clan Inzerillo
La familia Inzerillo había estado al borde del exterminio total por los corleonesi. Con la intervención de los Gambino se llegó a un acuerdo por el que se permitía dar refugio a los Inzerillo sobrevivientes en los EE. UU., con el acuerdo de que ninguno de ellos, o sus descendientes, retornasen nunca a Sicilia. Muchos se fueron a Nueva York y se unieron a la familia Gambino. Eran conocidos como "gli scappati" (los escapados). Se designó a un importante intermediario entre la mafia siciliana y la americana para garantizar el acuerdo. Sin embargo, tras las detenciones de Totò Riina, Leoluca Bagarella y otros Corleonesi violentos, los Inzerillo empezaron a volver a Sicilia. A Francesco Inzerillo se le permitió regresar en 1997 después de haber sido expulsado de los Estados Unidos.
Rosario Inzerillo, hermano de Salvatore, regresó a Palermo en diciembre de 2004 con la aprobación de Salvatore Lo Piccolo, uno de los principales jefes de la mafia. El único hijo sobreviviente de Salvatore Inzerillo Giovanni Inzerillo (nacido en Nueva York en 1972), ciudadano estadounidense –  volvió a abrir de nuevo la casa familiar en la calle Castellana 346 después de 25 años. La conexión entre Lo Piccolo y la familia Inzerillo apareció en grabaciones telefónicas hechas a Antonio Rotolo antes de su detención en junio de 2006. En las grabaciones aparentemente realizadas a sus soldados decía: "La muerte de Inzerillo siempre te perseguirá". Continuaba diciendo:" ¿Aún no lo habéis entendido, que Lo Piccolo está usando a los Inzerillo?"
El retorno de Rosario Inzerillo desató una controversia en las filas de la Cosa Nostra. Rotolo, por temor a la venganza del clan Inzerillo, está en contra del retorno y en unas escuchas interceptadas con Francesco Bonura le reveló que temía una posible vendetta. "Si empiezan a disparar, seré en primero en responder y luego llegará tu turno."  Rotolo dijo que Franco Inzerillo había tratado de matarlo. No se fiaba de Lo Piccolo y solicitó autorización al jefe de la Cosa Nostra Bernardo Provenzano para eliminarlo.
Existe la creencia de que las familias de Palermo quieren ver el regreso de los Inzerillo a causa de sus conexiones en América. "La mafia ha llegado a un acuerdo con los ítalo-americanos en vista de las oportunidades conjuntas", dijo Piero Grasso, fiscal nacional antimafia de Italia. "En esta nueva estrategia, las conexiones en América, los Inzerillo son indispensables."
Otros líderes ligados al movimiento antimafia afirman que la mafia siciliana establece nuevos lazos con la familia criminal Gambino de Nueva York y que tales vínculos permitirían beneficios en el tráfico internacional de drogas a ambos y proporcionaría a las facciones de Palermo una oportunidad para el blanqueo de sus ganancias en el sector inmobiliario en los Estados Unidos. Su contacto es Frank Cali, un reputado caporegime de la familia Gambino.
El primero en hablar sobre el regreso de los Inzerillo fue el pentito Maurizio Di Gati, en diciembre de 2004. Según Di Gati, los Inzerillo tenían previsto volver a abrir los canales de tráfico de drogas a Palermo, en cooperación con los Gambino y el clan Siderno de la 'Ndrangheta en Toronto, Canadá.  Lo Piccolo concedió el permiso. Salvatore, segundo hijo y único superviviente de Giovanni Inzerillo fue acusado el 7 de febrero de 2008, en la operación Old Bridge en contra de los Gambino de Nueva York y sus conexiones en Palermo envueltos en el tráfico de drogas.

### Desarrollos relacionados
- The Politics of Heroin in Southeast Asia. CIA complicity in the global drug trade
- Barry & 'the Boys' : The CIA, the Mob and America's Secret History

### Listas relacionadas
- Anexo:Bibliografía sobre la CIA